# Дрёйвенкурс Оверейсе 2024
64-й выпуск  Дрёйвенкурс Оверейсе — шоссейной однодневной велогонки по дорогам бельгийского города Оверейсе, провинция Фламандский Брабант. Гонка прошла 23 августа 2024 года в рамках Европейского тура UCI 2024 (категория 1.1). Победу одержал бельгийский велогонщик Маркус Хоэльгор.

## Участники
| UCI WorldTeams (4)- Alpecin-Deceuninck - Arkéa-B&B Hotels - Cofidis - Intermarché-Wanty UCI ProTeams (8)- Lotto Dstny - Bingoal WB - Israel-Premier Tech - Q36.5 Pro Cycling Team - TDT-Unibet - Team Flanders-Baloise - Tudor Pro Cycling Team - Uno-X Mobility UCI Continental Teams (7)- Baloise Trek Lions - BEAT Cycling - Hagens Berman Jayco - Parkhotel Valkenburg - Philippe Wagner-Bazin - Tarteletto-Isorex - Trinity Racing Любительская, клубная или региональная команда- Deschacht-Hens-FSP |
| |

## Маршрут
Трасса имела череду подъёмов, таких как Хольстхайде (с 1 км до 5,3 %), Смейсберг (с 0,4 км до 8,4 %), S-образный изгиб Оверейсе (с 0,7 км до 5,3 %), Шпилберг (с 0,5 км до 6,2 %) и Москесстраат (с 0,5 км до 8,4 %).

## Ход гонки
За 50 километров до финиша Вермерш воспользовался шансом и уехал от остальных участников. Его отрыв составлял 1 минуту и 12 секунд. Однако за 28 километров до финиша группа преследования догнала его. В группе из пяти гонщиков лидировал Йелте Крийнсен. Он выбрал просторную трассу в 7 километрах от финиша и оставил позади своих товарищей по отрыву, включая Джанни Вермерша и Дженте Бирманса. Так он доехал до финиша в одиночестве. Француз Матис Лоувел стал вторым, а бельгиец Йенте Бирманс, товарищ Лувеля по команде, занял третье место на пьедестале почёта в Оверэйсе.

## Результаты
| \| Генеральная классификация \| Генеральная классификация \| Генеральная классификация \| Генеральная классификация \| Генеральная классификация \| \| Гонщик \| Гонщик \| Команда \| Время \| \| \| ------------------------- \| ------------------------- \| ------------------------- \| ------------------------- \| ------------------------- \| \| 1-й \| Йелте Крийнсен \| Q36.5 Pro Cycling Team \| 4ч 46' 33 \| \| \| 2-й \| Матис Лоувел \| Arkéa-B&B Hotels \| + 39 \| \| \| 3-й \| Йенте Бирманс \| Arkéa-B&B Hotels \| + 48 \| \| |                |                        |           |
| |                |                        |           |
| Источник: ProCyclingStats |                |                        |           |
| Генеральная классификация |                |                        |           |
| Гонщик | Гонщик         | Команда                | Время     |
| 1-й | Йелте Крийнсен | Q36.5 Pro Cycling Team | 4ч 46' 33 |
| 2-й | Матис Лоувел   | Arkéa-B&B Hotels       | + 39      |
| 3-й | Йенте Бирманс  | Arkéa-B&B Hotels       | + 48      |